# René Derolez
René Lodewijk Maurits Derolez (7 september 1921 – 24 maart 2005) was een Belgisch filoloog en hoogleraar Engelse en Germaanse filologie aan de Universiteit Gent. Hij specialiseerde zich in runologie en de studie van Oudengelse literatuur en Germaanse religie.

## Biografie
René Derolez werd geboren op 7 september 1921 in Aalst. Tijdens de Duitse bezetting van België in de Tweede Wereldoorlog studeerde hij Germaanse filologie aan de Universiteit Gent, waar hij in 1943 summa cum laude afstudeerde. 
Na de oorlog kreeg hij een beurs van de Belgian American Educational Foundation om verder te studeren aan Harvard, van 1946 tot 1948. Hij promoveerde in 1947 tot doctor in de wijsbegeerte aan de Universiteit Gent en behaalde een Master of Arts aan Harvard. In 1954 promoveerde hij aan de Universiteit Gent met zijn werk Runica Manuscripta, dat een standaardwerk in de runologie is gebleven.
Derolez begon als assistent aan het Seminarie voor Engelse en Germaanse filologie aan de Universiteit Gent, werd daarna docent en in 1959 hoogleraar Engelse en Germaanse filologie. Van 1962 tot 1964 was hij decaan van de Faculteit Wijsbegeerte. Hij ging in 1986 met emeritaat. In 1970 werd hij verkozen tot lid van de Koninklijke Vlaamse Academie van België voor Wetenschappen en Kunsten, en in 1971 tot corresponderend lid van de British Academy. Hij was mede-redacteur van de vakbladen "Anglo-Saxon England" en "English Studies", en in 1983 werd hij de eerste voorzitter van de International Society of Anglo-Saxonists.
Derolez specialiseerde zich in de studie van de vroege Germaanse cultuur, in het bijzonder runen, Oudengelse literatuur (vooral Beowulf) en Germaanse religie en mythologie. Zijn boeken over Germaanse religie werden internationaal erkend en vertaald.

Tijdens zijn studietijd in de Verenigde Staten ontmoette hij Gabrielle von Steiger, de dochter van de Zwitserse politicus Eduard von Steiger, met wie hij later trouwde. Het echtpaar bleef kinderloos. Zijn broer Albert Derolez is eveneens een middeleeuwenkenner en emeritus hoogleraar paleografie en Latijnse handschriftenkunde aan de Vrije Universiteit Brussel.
René Derolez overleed op 24 maart 2005 in Brugge.